# Carlos Sánchez Moreno
Carlos Alberto Sánchez Moreno (Quibdó, Chocó, Colòmbia, 6 de març de 1986), és un jugador professional de futbol colombià que juga com a migcampista defensiu al West Ham United FC. És anomenat La Roca a causa de la seva força al camp. Va començar la seva carrera al River Plate Montevideo abans de fitxar pel Valenciennes FC el 2007, on va jugar-hi 178 partits de la Ligue 1, amb deu gols, en sis temporades. Després d'una temporada a La Liga amb l'Elx CF
, va fitxar per l'Aston Villa el 2014. Internacional absolut des del 2007, Sánchez ha jugat més de 70 partits amb Colòmbia. Formà part dels equips colombians que van assolir els quarts de final de la Copa Amèrica 2011, el Mundial de futbol de 2014 i la Copa Amèrica 2015, i que acabaren tercers a la Copa América Centenario de 2016.